# Badis
Badis - rodzaj słodkowodnych ryb z rodziny badisowatych (Badidae). 

## Klasyfikacja
Gatunki zaliczane do tego rodzaju:
| - Badis assamensis - Badis badis - badis błękitnopłetwy - Badis blosyrus - Badis chittagongis - Badis corycaeus - Badis dibruensis - Badis ferrarisi - Badis juergenschmidti - Badis kanabos | - Badis khwae - Badis kyar - Badis pyema - Badis ruber - Badis siamensis - Badis singenensis - Badis triocellii - Badis tuivaiei |